# Fagministerium
Et fagministerium er et ministerium, der beskæftiger med et bestemt fagområde, eksempelvis Sundhedsministeriet, der beskæftiger sig med sundheds- og forebyggelsesområdet.
I modsætning til fagministerierne står 'ministerier' uden portefølje, idet ministeren slet ikke har eget ministerium, men betjenes af et andet ministerium. Det gælder for eksempel europaministeren, der arbejder i Udenrigsministeriet.
| Forvaltning | Spire Denne artikel om forvaltning er en spire som bør udbygges. Du er velkommen til at hjælpe Wikipedia ved at udvide den. |